# 金陵之声汽车调频
金陵之声汽车调频，是江苏省广播电视总台的一个以播出交通节目为主的广播频率，也是江苏省广播电视总台一个仅在南京都市圈范围内播出的频率。频率定位于南京市场，服务都市人群，以时尚、轻松、休闲、娱乐、伴随为主要特色，全天播音24小时。
该频率原名“金陵之声都市调频”，于之后更名为“金陵之声汽车调频”。需注意该台不要与对外广播电台金陵之声广播电台混淆。

## 节目
- 997经典书场
- 金陵不夜城
- 与你同行
- 新闻直通车
- 汽车有话说
- 997服务热线
- 叶文有话要说 （外购节目，黑龙江电台制作）
- 天天车友惠
- 爱车有道
- 下班路上
- 二手车市
- 天下体坛
- 今晚我是你的DJ
- 开心方向盘
- 百家讲坛

## 主持人
- 憨憨
- 杨晓
- 龚振
- 文岚
- 周宇
- 袁一博
- 晓君
- 陈婷
- 杭程
- 阿束